# لوكاس بيري
لوكاس بيري (بالبرتغالية: Lucas Perri‏) هو لاعب كرة قدم برازيلي في مركز حراسة المرمى، ولد في 10 ديسمبر 1997 في كامبيناس في البرازيل. لعب مع نادي ساو باولو.

## وصلات خارجية
- لوكاس بيري على موقع إي إس بي إن إف سي (الإنجليزية)
- لوكاس بيري على موقع قاعدة بيانات كرة القدم.إي يو (الإنجليزية)
- لوكاس بيري على موقع ليكيب (الفرنسية)
- لوكاس بيري على موقع Soccerbase.com (لاعب) (الإنجليزية)
- لوكاس بيري على موقع Soccerway.com (الإنجليزية)
- لوكاس بيري على موقع AS.com (الإسبانية)